# محمد العمد
محمد العمد (1916-2010) أكاديمي وناشط سياسي فلسطيني، ولد في مدينة نابلس، درس في مدرسة النجاح والتحق بحركة القوميين العرب أثناء دراسته الثانوية العامة بعد أن تأثر بأستاذه واصف كمال وممدوح السخن، تخرج من ثانوية النجاح سنة 1935.
التحق بالبنك العربي في القدس بعدها استقال لإتمام دراسته في دار العلوم بمصرالتي أصبحت تابعة لجامعة القاهرة متخصصاً في اللغة العربية والدراسات الإسلامية. بعدها عاد إلى مدينة نابلس حيث عمل مدرساً في مدرسة النجاح وأسس مع زملائه النادي الرياضي الأدبي والنادي العربي وفرع للإخوان المسلمين، وعمل مدرساً للغة العربية في كلية النجاح خلال الفترة من (1939-1971) حيث تسلم إدارة مؤسسة النجاح "كلية النجاح ومعهد المعلمين" بعد وفاة السيد قدري طوقان.
اعتقل العمد لنشاطه السياسي وانتقل من سجن نابلس إلى سجن عمان ثم معتقل الجفر الصحراوي، شغل منصب نائب رئيس وعضو بلدية نابلس من عام (1951- 1976) حين قدم المجلس استقالته للحاكم العسكري الإسرائيلي. ترشح العمد ضمن قائمة تتألف من ثمانية أعضاء، سبعة من الحزب العربي وهو كعضو واحد عن حركة القوميين العرب وفاز في المركز الأول، تم اعتقاله أكثر من مرة بعد الاحتلال الإسرائيلي عام 1967.
توفي في 24 آب عام 2010 في مدينة نابلس